# Kim Ji-hoo
Kim Ji-hoo (05/04/1985 – 06/10/2008) là một diễn viên, người mẫu gay ở Hàn Quốc.

## Sự nghiệp và Công khai
Kim xuất hiện dưới vai trò là một người mẫu thời trang vào năm 2007. Được xem là một "diễn viên đáng chú ý", anh đã từng xuất hiện trong vai thứ của serie kịch, "Before and After Plastic Surgery" thuộc đài MBC, và bộ phim hài gia đình "The Unstoppable High Kick". Vào ngày 21 tháng 4 năm 2008, anh đã công khai mình là một người đồng tính trong buổi truyền hình thực tế "Coming Out" của kênh tvN. Không lâu sau khi chương trình được phát sóng, trang web cá nhân của anh đã tràn ngập những lời lẽ kết án giới tính của anh. Từ đó, anh đã bị huỷ nhiều buổi trình diễn thời trang, nhiều chương trình truyền hình và công ty quản lý của anh từ chối gia hạn hợp đồng.

## Cái chết
Anh đã treo cổ tại nhà mình ở Jamsil, phía nam Seoul, vào ngày 6 tháng 10 năm 2008. Thư tuyệt mệnh tại hiện trường có viết: "Tôi cô đơn và đang trong tình huống khó xử. Xin hãy thiêu xác tôi." Mẹ của Kim nói rằng anh ấy đã "phải chịu đựng nhiều khó khăn trong công việc cũng như cá nhân kể từ khi công khai mình", trong khi đó cảnh sát nói rằng việc tự tử của anh đã phản kháng lại sự khinh miệt của công chúng đối với người đồng tính. Những ngày trước khi kết thúc cuộc đời, Kim đã viết trên website của mình: "Cuộc đời như gió thoảng. Làm gì để vượt qua đau khổ cùng cực? Gặp nhau thì hạnh phúc, Chia cách thì buồn đau, mọi thứ chỉ là thoảng qua." Lễ tang được cử hành vào ngày 9 tháng 10 năm 2008.
Cái chết của Kim là một trong chuỗi sự kiện những người nổi tiếng tự tử tại Hàn Quốc, gồm cái chết trước đó của bạn diễn Ahn Jae-hwan và Choi Jin-sil.